# Cocos (Nuévalos)
Cocos es un despoblado en el término municipal de Nuévalos, provincia de Zaragoza, España en la comunidad de Calatayud.

## Historia
Ya aparece mencionado en la Bula de Lucio III (1182). 

Ecclesiam d'Ibdes cum pertinencüs suis, Ecclesiam de Cocos cum pertinenciis suis, Ecclesiam de Petra cum pertinenciis suis

Perteneció al Monasterio de Piedra desde 1186 hasta el siglo XVII, estando bajo jurisdicción del concejo de Somed en 1248.
Su término se repartió entre Nuévalos y Somed, y con la incorporación de Somed a Carenas, una de las partes quedó en el término de esta última desde 1860.
En la década de 1960 el pueblo fue inundado con la construcción del Pantano de la Tranquera.